# Ronny Lauke
Ronny Lauke (Eisenhüttenstadt, Brandenburg, 17 de setembre de 1976) va ser un ciclista alemany, professional del 1997 al 2004. Un cop retirat, s'ha dedicat a la direcció d'equips.
És fill del també ciclista Gerhard Lauke.

## Palmarès en pista
- 1993
  -  Campió del món júnior en Persecució per equips (amb Thorsten Rund, Dirk Ronellenfitsch i Holger Roth)

### Resultats a laCopa del Món
- 1995
  - 1r a Manchester, en Persecució per equips

## Palmarès en ruta
- 2003
  - Vencedor d'una etapa a la Volta al llac Qinghai